# National Book Critics Circle Award
National Book Critics Circle Award är ett amerikanskt litteraturpris i flera kategorier, som delas ut varje år av National Book Critics Circle till litteratur som publicerats på engelska. Första gången priset utdelades var 1975.

## Kategorier
- Fiction
- General nonfiction
- Memoir/Autobiography
- Biography
- Biography/Autobiography (nedlagd, sista prisutdelningen 2004)
- Poetry
- Criticism
- John Leonard Award – för bästa debutbok, oavsett genre
- Ivan Sandrof Lifetime Achievement Award
- Nona Balakian Citation for Excellence in Reviewing